# Baby Lasagna
Baby Lasagna, de son vrai nom Marko Purišić, est un auteur-compositeur-interprète et producteur musical croate né le 5 juillet 1995 à Umag. Il représente la Croatie au Concours Eurovision de la chanson 2024, à Malmö en Suède, avec sa chanson Rim Tim Tagi Dim.

## Carrière
De 2011 à 2016 et de 2018 à 2022, Marko Purišić est le guitariste du groupe Manntra, avec lequel il participe à Dora 2019, la sélection nationale croate pour l'Eurovision 2019, avec la chanson In the Shadows, finissant à la quatrième place.
En 2022, Marko Purišić a co-écrit plusieurs chansons du douzième album studio du groupe de dark rock allemand Mono Inc., Ravenblack. Certaines d'entre elles, telles que Princess of the Night, Empire, Heartbeat of the Dead, Lieb mich, ou encore At the End of the Rainbow, sont sorties en tant que singles.
Il continue ensuite sa carrière en solo, sous le nom de scène Baby Lasagna, et sort son premier single IG Boy le 21 octobre 2023. En décembre de la même année, il sort son deuxième single, Don't Hate Yourself, But Don't Love Yourself too Much.

### 2024: Eurovision
Il prend part à Dora 2024, la sélection croate pour l'Eurovision 2024, avec sa chanson Rim Tim Tagi Dim. D'abord sélectionné comme chanson de réserve, il remplace la candidate Zsa Zsa, qui s'était retirée de la compétition.
Le 23 février 2024, il se qualifie de sa demi-finale. Deux jours plus tard, le 25, il remporte la finale haut la main, parmi seize participants, recevant 321 points (74 du jury et 247 du public, soit environ 53% des suffrages). À la suite de cette victoire, Baby Lasagna représente la Croatie lors du Concours Eurovision de la chanson 2024, à Malmö en Suède et, après s'être qualifié pour la finale, se classe deuxième sur 25 participants. C'est le meilleur résultat obtenu par la Croatie depuis ses débuts au Concours. 
Rim tim tagi dim fait son entrée dans les classements musicaux croates à la 24e position, ce qui en fait sa première chanson classée.
Lors de la finale du Concours Eurovision de la chanson 2025, Baby Lasagna apparaît pendant un entracte avec Käärijä, durant laquelle les deux artistes interprètent un florilège de leurs chansons respectives — Cha cha cha et Rim Tim Tagi Dim — ainsi que leur nouveau single collaboratif Eurodab.

## Style
Baby Lasagna cite Rammstein, Electric Callboy ou encore Tonči Huljić (en) comme étant ses influences principales,,.

Son style d'écriture tourne autour de la narration autobiographique, n'hésitant pas à utiliser ses expériences personnelles dans ses textes, mais également des problématiques plus larges, comme dans Rim Tim Tagi Dim, où il évoque le rapport à son pays natal.
Dans le contexte de l'Eurovision, il n'est pas rare qu'il soit comparé à Käärijä, qui s'est tout comme lui grandement inspiré de Rammstein.

## Discographie

### Album studio
- 2024 – Demons & Mosquitoes (inédit)

### Singles
- 2023 – IG Boy
- 2023 – Don't Hate Yourself, But Don't Love Yourself too Much
- 2024 – Rim Tim Tagi Dim
- 2024 – And I
- 2024 – Biggie Boom Boom